# Reinaldo de Courtenay
Reinaldo de Courtenay, anglicanizado como Reginald I de Courtenay, de Sutton, Berkshire, fue un noble francés de la Casa de Courtenay, que residió en Inglaterra y fundó la rama inglés de los Courtenay, que se convirtieron en Condes de Devon en 1335. El título aún se mantiene hoy en día, por línea masculina directa.

## Orígenes
Era hijo de Miles (Milo) de Courtenay, Señor de Courtenay, en el Reino de Francia, el actual Departamento de Loiret en el centro-norte de Francia, por su esposa Ermengard de Nevers. 

## Carrera
Reinaldo sucedió a su padre como Señor de Courtenay. Luchó en la Segunda Cruzada junto al Rey Luis VII de Francia. Tuvo disputas con Luis VII, que se había apropiado de las posesiones francesas de Reinaldo y se las había entregado, junto con la mano de Isabel, hija de Reinaldo, a su hermano menor, Pierre de Francia, que a partir de entonces fue conocido como Pedro I de Courtenay (murió en 1183). Reinaldo se convertiría en Lord de Sutton Manor, en 1161.

## Matrimonios
- (1) Helene (Hawise) du Donjon, hija de Frederick du Donjon y Corbeil, hermana de Guy du Donjon
- (2) Maud du Sap, hija de Robert FitzEdith, señor de Okehampton (d.1172) (hijo ilegítimo de Enrique I).

## Descendencia
De su primer matrimonio:
- (1) Reinaldo II de Courtenay, b. 1125 - d. 27 de septiembre de 1194) que en 1172, acompañó a Enrique II de Inglaterra en su expedición irlandesa a Wexford. Se casó con Hawise de Curcy (d.1219), heredera de la baronía feudal de Okehampton en Devon, y medio hermana de la segunda esposa de su padre, Maud du Sap.[2] Por este matrimonio, adquirió el Castillo de Okehampton, que se mantuvo en la familia Courtenay muchas generaciones.[3] Tuvieron un hijo, Robert de Courtenay (d. 1242), bisabuelo de Hugh de Courtenay, Conde de Devon (d.1340).
- (2) Isabel de Courtenay (b. 1127 - d. Septiembre de 1205), que fue dada en matrimonio por el rey de Francia, Luis VII d.1180) a su hermano menor, Pedro de Francia (d.1183), que a partir de entonces fue conocido como "Pedro I de Courtenay".[4]

## Leer más
- Ancestral Roots of Certain American Colonists Who Came to America Before 1700 by Frederick Lewis Weis, Lines: 107-25-138-25.

- Datos: Q2616254